# Шогор, Чаба
Чаба Шогор (венг. Sógor Csaba, род. 12 мая 1964, Арад, Румыния) — румынский политический деятель венгерского происхождения, и член Европейского парламента от имени Европейской народной партии (EPP). Он также член Демократического союза венгров Румынии.

## Биография
Родился 12 мая 1964 года в Араде.
Учился в Клужском университете с 1983 по 1988, окончив факультет теологии. Шогор также имеет степень магистра в области теологии Цюрихского и Базельского университетов.

### Политика
Начал свою политическую карьеру в 1990 году в качестве члена Демократического союза венгров Румынии. Начиная с 1995 года — член Союза представителей. Как член этой партии был избран в первый раз в конгресс в Клуже Демократического союза венгров Румынии. Также был пастором в реформатской церкви в Румынии, в коммуне Чичеу с 1988 по 1999 года.
С 2000 по 2004 год был сенатором Харгиты от партии Демократического союза венгров Румынии, где являлся членом Комитета по образованию, науке и делам молодежи. Шогор был переизбран сенатором от той же партии с 2004 по 2008 г. Был секретарем Парламентской группы Демократического союза венгров Румынии. Ушёл из парламента 3 декабря 2007 года и был заменён сенатором Вильмошем Зомбори.
В 2007 году был избран в качестве члена Европейского парламента от имени Демократического союза венгров Румынии. Отвечая на вопрос журналистов о своих целях в Брюсселе, Шогор сказал, что будет настаивать на признании венгерского диалекта Секеи вторым государственным языком, по крайней мере, там, где венгерское сообщество представляет 20 % от общей численности населения.

### Парламентская деятельность
Чаба Шогор — действительный член комитета по гражданским свободам, юстиции и внутренних дел, и заменяющий член комитета по занятости и социальным вопросам.
Также является членом делегации по связям со странами Юго-Восточной Азии и Ассоциация государств Юго-Восточной Азии (АСЕАН) и заменяющий член делегации по связям с Японией.
27 мая 2011 г. МИД Румынии выступил с протестом против намерения венгерского меньшинства открыть своё представительство в Брюсселе. Конкретно, румынские европарламентарии венгерского происхождения Ласло Тёкеш, Чаба Шогор и Дьюла Винклер пригласили своих коллег-депутатов на прием по случаю официального открытия в Брюсселе представительства Секейского края (Земли Секеев)
МИД Румынии объявил Секейский край «местной административной единицей, не существующей в действительности и не имеющей под собой конституционного или законного основания».

## Личная жизнь
Женат и имеет четверых детей.
Помимо венгерского и румынского, в совершенстве владеет английским, и немецким языками и понимает французский.